# Zombi (gruppo musicale)
Gli Zombi sono un duo synthwave americano di Pittsburgh, Pennsylvania. Sono composti da Steve Moore al basso e sintetizzatori e Anthony Paterra alla batteria. Il gruppo sfrutta diversi loop per creare composizioni stratificate. Hanno partecipato a tour con Don Caballero, Isis, Orthrelm, The Psychic Paramount, Daughters, Red Sparowes, These Arms Are Snakes, Trans Am, and Goblin.
Attualmente hanno un contratto con Relapse Records.
Steve Moore è stato membro dei Microwaves, una band metal/no-wave di Pittsburgh, ed è stato in tour con i Red Sparowes. Anthony Paterra è un ex-membro dei The 1985, sempre di Pittsburgh.
Il brano "Sapphire" è stato remixato dal DJ e produttore norvegese Prins Thomas.
Il nome della band deriva dall'edizione italiana del film Zombi di George A. Romero (in originale Dawn of the Dead). La colonna sonora della versione italiana era eseguita dai Goblin, che sono stati una forte influenza per gli Zombi.

## Discografia

### Album in studio
- Cosmos (2004)
- Surface to Air (Relapse Records, 2006)
- Spirit Animal (2009)
- Escape Velocity (2011)
- Shape Shift (2015)

### Altre pubblicazioni
- Zombi (demo, 2002)
- Twilight Sentinel (EP, 2003)
- Zombi Anthology (ristampa dei primi due EP, 2005)
- Digitalis tour (EP, 2006)
- Split con i Maserati (2009)
- Slow Oscillations (EP, 2011)